# Alida De Bie
Alida De Bie (Stabroek, 1 oktober 1952) is een voormalig Belgisch politica voor de CVP / CD&V. Ze was burgemeester van Stabroek.

## Levensloop
Alida De Bie is de dochter van Eduard De Bie (CVP) die burgemeester van Stabroek was van 1960 tot 1982.
Bij de lokale verkiezingen van 1982 werd ze politiek actief. Zes jaar later, na de gemeenteraadsverkiezingen van 1988 werd ze aangesteld als schepen in het schepencollege van burgemeester Lambert Mattheussens (SP). Laatstgenoemde volgde ze in dit ambt op na de lokale verkiezingen van 1994. Tijdens de legislatuur 2001 - 2006 leidde ze een coalitie van CVP, VLD, Agalev en IDEE. Tijdens haar derde legislatuur vormde ze een bestuursmeerderheid van het kartel CD&V-IDEE, sp.a en VLD.
Na de lokale verkiezingen van 2012 werd ze opgevolgd als burgemeester door Henri Frans (N-VA). Hierop volgend verliet ze de politiek, en werd ze lid van de raad van bestuur van het Woon- en Zorgcentrum Aalm. Cuypers en voorzitter van de Adviesraad Chemie. In deze functie volgde ze de graaf Daniel Le Grelle op.
Ze was gehuwd met voormalig VEV-directeur, journalist en politicus Bob Wezenbeek (CVP).